# الوحدة 8200
الوحدة 8200 ويشار إليها أحيانا باسم وحدة SIGINT الإسرائيلية، وهي فيلق وحدة الاستخبارات الإسرائيلية وهي مسؤولة عن التجسس الإلكتروني عن طريق جمع الإشارة (SIGINT) وفك الشفرة. وكذلك الوحدة مسؤولة عن قيادة الحرب الإلكترونية في الجيش الإسرائيلي.

## نشاتها
منذ ثلاثة عقود دشن جهاز «أمان»، الذي يعتبر أكبر الأجهزة الاستخبارية الصهيونية، قسما متخصصا في مجال التجسس الإلكتروني، أطلق عليه «الوحدة 8200».

## الأهداف
أهداف «الوحدة 8200» هي المساهمة في تقديم رؤية استخبارية متكاملة مع المعلومات التي توفرها المصادر البشرية القائمة على العملاء. وتعتمد على ثلاث طرق في العمل في المجال الاستخباري وهي: الرصد، والتنصت، والتصوير، والتشويش. ويتطلب هذا النوع من المهام مجالا واسعا من وسائل التقنية المتقدمة. يُطَوِّر مجمع الصناعات العسكرية الصهيونية الذي تملكه الحكومة خصيصا أجهزة إلكترونية بناء على طلبات خاصة من القائمين على «وحدة 8200»، التي يقودها ضابط كبير برتبة عميد.
أن التقدم الهائل الذي حققته إسرائيل في مجال صناعة التقنيات المتقدمة قد وظف بشكل كبير في تطوير وتوسيع عمليات التنصت التي تقوم بها الوحدة، مشيرا إلى وجود دور بارز لشركات القطاع الخاص في دعم الوحدة باختراعات تعزز من قدرات التصنت. وأشار رايبوبورت إلى أن الحواسيب المتطورة التابعة لوحدة 8200 قادرة على رصد الرسائل ذات القيمة الاستخباراتية من خلال معالجة ملايين الاتصالات ومليارات الكلمات.

### المهام
- أولاً: التنصت والرصد: يعتبر التنصت على أجهزة الاتصال السلكية واللاسلكية من المهام الأساسية للوحدة " 8200 "، فالهواتف الأرضية والنقالة، وأجهزة اللاسلكي يُتَنَصَّتُ عليها بشكل دائم. والذي يساعد الوحدة على أداء مهمتها بشكل تام، هو حقيقة ان السلطات هي التي اقامت شبكة الاتصالات في الضفة الغربية وقطاع غزة، وهي بالتالي لا تحتاج إلى عمليات التقاط للمكالمات، بل ان المقاسم الرئيسية لشبكة الاتصالات الفلسطينية مرتبطة بشكل تلقائي بشبكة الاتصالات الأسرائيلية «بيزيك». إلى جانب ذلك فان شبكة الهاتف النقال الفلسطيني الوحيدة العاملة في الأراضي الفلسطينية والمعروفة ب «جوال»، تعتمد على إسرائيل في الكثير من خدماتها، فضلا عن توقيعها على اتفاق مع شبكة «اورانج»، الإسرائيلية للاتصالات، الامر الذي يجعل الوحدة "8200"، لا تحتاج إلى كثير من الجهود من اجل رصد المكالمات الهاتفية.

## الحرب الإلكترونية
لعبت دوراً أساسياً في الحرب الإلكترونية ضد المشروع النووي الإيراني، وأسهمت في تطوير فيروس «ستوكسنت»، الذي استهدف عام 2009 المنظومات المحوسبة التي تتحكم في أجهزة الطرد المركزية المسؤولة عن تخصيب اليورانيوم في المنشآت النووية الإيرانية، مما أدى إلى تعطيلها.
ودلت الوثائق الجديدة التي كشف عنها مخزن الأرشيف الرسمي الإسرائيلي مؤخراً بمناسبة مرور أربعين عاما على حرب 1973، أن الوحدة مسؤولة عن ما بات يعرف بـ«الوسائل الخاصة»، والتي تتضمن زرع أجهزة تنصت في مكاتب ومرافق حيوية في عمق البلدان العربية، خصوصا البلدان التي تكون في حالة عداء مع إسرائيل.
ذكرت صحيفة نيويورك تايمز في مارس 2024، أنه تم استخدام برامج Corsight AI الإسرائيلية و"جوجل صور" في التعرف على الوجه بواسطة الوحدة 8200 لمراقبة الفلسطينيين في غزة وسط  الحرب الفلسطينية الإسرائيلية إثر طوفان الأقصى. وقال ضباط المخابرات للتايمز إن الوحدة تقوم بتحميل قواعد بيانات الوجوه المعروفة إلى الخدمة وتستخدم وظائف البحث الخاصة بها لتحديد هوية الأفراد. وعلق متحدث باسم جوجل بأن الخدمة مجانية و"لا توفر هويات لأشخاص مجهولين في الصور".

## شراكة وتعاون
وتعمل «وحدة 8200» بشكل وثيق مع وحدة «سييرت متكال»، الوحدة الخاصة الأكثر نخبوية في الجيش الإسرائيلي والتي تتبع مباشرة لرئيس شعبة الاستخبارات العسكرية. وبالإضافة إلى تخصصها في تنفيذ عمليات الاغتيال التي تتم في العالم العربي، فإن «سييرت متكال» تلعب دوراً مركزياً في جمع المعلومات الاستخبارية عبر زرع أجهزة تنصت وتصوير، بناءً على تنسيق مسبق مع وحدة 8200.
وتتنافس شركات التقنيات المتقدمة الرائدة في إسرائيل على استيعاب الضباط والجنود الذين يتسرحون من الخدمة في هذه الوحدة 8200 وذلك بسبب قدراتهم الكبيرة في المجال التقني. كذلك أسس الجنود السابقون في الوحدة 8200 العشرات من شركات التكنولوجيا الفائقة، من بينها:
- ويز
- تشك بوينت
- سايبرارك
- آي سي كيو
- ويكس.كوم
- أنظمة فيرنت [الإنجليزية]
[5]